# Palmérie huppée
Palmeria dolei
Espèce
Statut de conservation UICN

 CR  : 
En danger critique
La Palmérie huppée (Palmeria dolei), ou akohekohe en hawaïen, est une espèce d'oiseau de la famille des Fringillidae.
Cet oiseau est endémique de Maui (auparavant présent à Molokai).
L'akohekohe est sensible au paludisme aviaire transmis par les moustiques (Plasmodium relictum) et se reproduit uniquement dans des forêts hautes et humides (> 1715 m).

## Dénomination
S. B. Wilson, 1891, avait nommé cette espèce Himatione dolei dont le nom spécifique rend hommage à Sanford Dole, un juriste, politicien et amateur d’oiseaux qui publia la toute première liste des oiseaux hawaïens. Le nom générique a été créé en honneur à Henry Palmer, l’un des collecteurs d’oiseaux de Walter Rothschild. Akohekohe, le nom hawaïen, repris par les Anglais, est onomatopéique. Les anciens Hawaïens transcrivaient le cri par AH, ko-hay ko-hay. Le nom français « palmérie huppée » (CINFO, Devillers et al. 1993) n’apporte rien de plus que « drépanis huppé ». Diamond et al. (1989) utilisent aussi le nom de drépanis huppé dans leur version française tout comme Jean Dorst et Gilbert Armani parlaient du drépanis huppé au muséum de Paris (Ottaviani 2020).lle a disparu de Molokai en 1907, date de la dernière observation, et subsiste sous forme d’une population résiduelle dans l’est de Maui, sur les versants nord et est de l’Haleakala, de la réserve de Waikamoi à la vallée de Manawainui (Ottaviani 2020

## Répartition et habitat

### Répartition
L’espèce vivait autrefois dans l’est de Molokai et de Maui. Elle a disparu de Molokai en 1907, date de la dernière observation, et subsiste sous forme d’une population résiduelle dans l’est de Maui, sur les versants nord et est de l’Haleakala, de la réserve de Waikamoi à la vallée de Manawainui (Ottaviani 2020).

### Habitat
Ses habitats naturels sont des forêts humides dominées par des Koa (accacia koa) et des ʻōhiʻa lehua sur le côté face au vent du Haleakalā à des altitudes entre 1 300 et 2 200 mètres d'altitude. Lors d'une recherche de l'espèce dans les forêts de l'est de Maui, on a enregistré 415 observations sur une superficie de 45 km2 et à des altitudes de 1 300 à 2 200 m. L'estimation est qu'il reste un total de 3 800 akohekohe sur Maui qui sont divisées en deux populations séparées par la chaîne de Ko'olau (ancien volcan dormant).
Son milieu électif est la forêt pluviale dominée par les ohias Metrosideros polymorpha, parsemée d’acacias koas Acacia koa et pourvue d’un sous-bois dense d’olapas Cheirodendron trigynum et de houx d’Hawaï Ilex anomala, le tout richement recouvert de plantes épiphytes, de mousses et de lichens (1100-2300 m, surtout au-dessus de 1500 m) (Pratt 2010).

## Écologie et comportement

### Alimentation
L'akohekohe est un nectarivore qui se nourrit sur les fleurs de ʻōhiʻa lehua (Metrosideros polymorpha) sur les cimes de la canopée. C'est un oiseau agressif qui chassera les autres nectarivores tels que l'apapane et l'i'iwi. Lorsque les floraisons de ʻōhiʻa lehua sont limitées, il peut se nourrir d'insectes, de fruits et d'autres nectars. Il se nourrit même parfois de plantes de sous-bois tels que les baies d'ākala (Rubus hawaiensis).
Dans sa recherche de nourriture, le drépanis huppé consacre 63 % de son activité à butiner les fleurs et explorer les feuilles, 23 % à capturer les invertébrés sur les branches et les feuilles et 12 % à picorer les fruits (Berlin et al. 2001b). Pratt (2005), d’après des observations réalisées dans la réserve naturelle de Waikamoi, a rapporté qu’un individu doit attendre de 20 à 30 minutes avant de regagner son site de nourrissage, le temps pour un ohia en fleurs de se régénérer afin de produire à nouveau du nectar.
Le drépanis huppé est un nectarivore spécialisé dans le butinage des fleurs d’ohia Metrosideros polymorpha. En cas de pénurie de ces fleurs, il se rabat sur d’autres plantes comme le framboisier d’Hawaï Rubus hawaiensis, le pukiawe Styphelia tameiameae, l’ohélo Vaccinium sp., le koléa Myrsine lessertiana, le kanawao Broussaisia arguta. Il capture aussi des chenilles, des mouches et des araignées dans le feuillage des ohias (Pratt 2010). Carpenter (1976) ajoute qu’en cas de faible disponibilité des fleurs, il peut consommer des fruits d’olapa Cheirodendron trigynum. Carothers (2001) précise que les jeunes consomment davantage d’invertébrés que les adultes probablement pour couvrir leur plus grand besoin de protéines.

### Pollinisation
Les plumes modifiées du front laissent à penser qu’elles servent à retenir le pollen des fleurs pour le déposer sur d’autres, jouant ainsi un rôle dans leur pollinisation. Cette hypothèse de « brosse à pollen » est séduisante mais elle n’a jamais été prouvée. Pratt & Jeffrey (2013) la mentionnent comme possible mais, très curieusement, il n’existe aucune étude sur ce sujet. Douglas Pratt me donne des éléments de réponse intéressants. Les plantes du genre Metrosideros sont supposées être pollinisées par le vent. Néanmoins, dans les forêts pluviales hawaïennes, le pollen est souvent dense et humide, et un éventuel transfert par des oiseaux présenterait un avantage. Il existe des endroits où les ohias sont normalement pollinisés alors qu’il n’y a pas de drépanis huppé, l’apapane cramoisi Himatione sanguinea étant probablement l’agent pollinisateur alors qu’il ne présente aucune plume de tête modifiée. Pourquoi alors le drépanis huppé aurait-il développé des plumes particulières pour la pollinisation ? Il se pourrait que ces plumes jouent un rôle dans la parade nuptiale et qu’elles ressemblent à une brosse à pollen par simple coïncidence (H. D. Pratt in litt. 2013).

### Mœurs
Il vit, le plus souvent, de façon solitaire, évoluant en couple essentiellement en période de reproduction. Il est dominant et agressif envers les autres nectarivores (Pratt 2005) mais il était jadis supplanté par le moho de Bishop Moho bishopi et le drépanide noir Drepanis funerea (Perkins 1903). Il défend avec acharnement les sites riches en arbres en fleurs (Carothers 1986a) mais il semble globalement respecter ceux occupés par l’iiwi rouge, en y faisant rarement intrusion (Carothers 1986b). Toutefois, ce schéma n’est pas immuable et le drépanis huppé peut manifester un comportement plus territorial, à l’inverse de la plupart des autres drépanis, évinçant tout concurrent nectarivore notamment en cas de mauvaise floraison (Simon et al. 2001).

### Vocalisations
Le drépanis huppé dispose d’une série de cris et de chants qui ont été décrits différemment selon les auteurs, Pratt (2005) n’adhérant pas à l’opinion de Berlin & VanGelder (1999) qui considèrent toutes ces vocalisations comme de simples cris et non comme un véritable chant. Berlin & VanGelder (1999) ont transcrit quelques notes par kerr-kerr ko-ko ou gluck-gluck et Pratt et al. (1987) par ah-churg-churgchurg ou greee-tawk-tawk. Perrins (1991) y a même reconnu des sifflements humains.
Pour ma part, d’après mon observation de terrain et après avoir passé en revue les enregistrements des principaux sites (Internet Bird Collection, Arkive, AvoCet, Cornell Lab of Ornithology), j’ai relevé effectivement toute une gamme de cris aigus et sifflés, entrecoupés de sons nasillards, gutturaux, grinçants, vibrants, bourdonnants, mécaniques et métalliques avec des gargouillis de type iiwi rouge, des notes roulées à accents de bouvreuil pivoine et des piaillements de type moineau dont l’enchaînement semble constituer le chant. J’y ai également entendu des notes perlées et susurrées, des cliquetis, des roulades, des trilles et des gazouillis plus mélodieux (Ottaviani 2020).

### Parade nuptiale
Elle comporte un vol nuptial mettant en scène de deux à six mâles exécutant de larges circuits, des courbes, des piqués, des planés et d’autres voltiges, à plus de 50 m au-dessus de la canopée, sans cesser de chanter. Ils poursuivent parfois les femelles dans les airs en leur offrant des matériaux de nidification. Dans le cas de couples appariés, des séances de nourrissage du mâle à la femelle ont lieu pendant tout le cycle de la reproduction (Berlin & VanGelder 1999). Une séquence vidéo, disponible sur le site Cornell Lab of Ornithology, filmée par Timothy Barksdale en mars 2003 révèle une parade de nourrissage. Un mâle lance une série de cris à sonorité mécanique krè tèt-tèt-tèt-tèt et se rapproche de la femelle en ouvrant et refermant les ailes tout en déployant la queue en éventail. Cette dernière adopte une attitude d’invitation à l’accouplement en creusant le dos et en faisant vibrer ses ailes mais le mâle cherche manifestement à la nourrir et elle finit par prendre la posture de l’oisillon quémandant de la nourriture.

### Nidification
Le nid est construit essentiellement par la femelle. Il consiste en une assise de brindilles d’ohia, d’olapa et de pukiawe avec une coupe de mousse et de lichen, et un revêtement intérieur de radicelles de fougère et d’étamines d’ohia. Certains matériaux sont prélevés sur d’anciens nids et réutilisés. Il mesure en moyenne 14 cm de diamètre extérieur sur 8 cm de hauteur avec la coupe interne de 6 cm de diamètre pour 3,5 cm de profondeur. Il contient un oeuf (30 % des cas) ou deux oeufs (70 % des cas) de couleur gris terne striés et tachetés de brun surtout vers le gros pôle. L’incubation incombe à la femelle seule et dure de 14 à 19 jours. Le mâle nourrit la femelle au nid ou à proximité immédiate. Les poussins naissent nus avec un duvet gris pâle seulement sur le dos. Les yeux s’ouvrent au quatrième jour. Les oisillons expulsent les sacs fécaux par dessus le nid après six jours. La femelle seule réchauffe les oisillons mais les deux parents les nourrissent par régurgitation. L’hygiène au nid est également assurée par les deux adultes. La période au nid dure environ 21 jours et les jeunes sont indépendants 10 à 14 jours plus tard (Berlin & VanGelder 1999, VanGelder & Smith 2001, Simon et al. 2001).

## La palmérie huppée et l'humain

### Conservation
Cette espèce est listée « en danger critique » du fait de sa distribution très réduite et de la dégradation de son habitat. Le pâturage par les chèvres sauvages et, plus récemment, les cerfs endommage gravement le sous-bois. Le réchauffement climatique global peut entraîner une prolifération de moustiques vecteurs de maladies aviaires même en altitude à températures plus douces. Les mammifères introduits (les chats et surtout les rats) constituent une réelle menace pour les oeufs et les oisillons. En 1980, la population totale a été évaluée à 3800 individus ce qui correspond approximativement à 2500 adultes. Les estimations entre 1990 et 1997 indiquent une certaine stabilité dans les zones protégées, celles situées en dehors n’étant pas couvertes par les inventaires (BirdLife International 2015).
D'après la Endangered Species Act de 1973, cet oiseau est une espèce protégée ainsi que son habitat. Cet oiseau a été inséré dans la loi en mars 1967. Il a aussi été intégré dans d'autres documents tels que le plan de repopulation d'oiseaux forestiers de Maui-Molokai en 1967, par le service des poissons et de la vie sauvage. Il servira de ligne maîtresse pour protéger la vie indigène de Maui et de Moloka'i. Le plan final de repopulation de 1984 s'occupe toujours de la zone, éradiquant toute espèce ongulée introduite dans la zone concernée qui pourrait menacer ou perturber la vie de l'akohekohe ou des autres oiseaux natifs de la forêt de Maui.et femelle ont la même huppe) et l’absence d’observation soulignant que la huppe est exhibée ne plaident pas en faveur d’un élément décoratif de parade. En revanche, la photo de Robby Kohley, montrant la huppe en contact direct avec le pollen suggère ce rôle de pollinisateur mais seule une étude au microscope permettrait de le prouver avec une forme éventuellement modifiée de ces plumes.
De nombreux mammifères introduits ont été éradiqués et les zones qu’ils occupaient dans l’est de Maui à environ 1000 m d’altitude ont été clôturées. Dans les réserves naturelles de Waikamoi et d’Hanawi ainsi que dans le parc national d’Haleakala, des mesures ont été engagées pour tenter de supprimer un maximum de plantes exotiques envahissantes en concurrence directe avec celles indigènes. La conservation de l’espèce passe aussi par la reproduction en captivité avec, comme objectif, des lâchers ultérieurs pour re-dynamiser la population. Enfin, une étude de baguage est menée pour approfondir notre connaissance en matière de fécondité et de survie (BirdLife International 2015).